# Patagiaster sphaerioplax
Patagiaster sphaerioplax är en sjöstjärneart som beskrevs av Fisher 1913. Patagiaster sphaerioplax ingår i släktet Patagiaster och familjen kamsjöstjärnor. Inga underarter finns listade i Catalogue of Life.